# تريسي سبنسر
تريسي سبنسر (بالإنجليزية: Tracie Spencer)‏ (و. 1976  م) هي مغنية، وممثلة، ومغنية مؤلفة، وعارضة أمريكية، ولدت في واترلو، بدأت مشوارها المهني سنة 1987.

## وصلات خارجية
- تريسي سبنسر على موقع IMDb (الإنجليزية)
- تريسي سبنسر على موقع ميوزك برينز (الإنجليزية)
- تريسي سبنسر على موقع أول ميوزيك (الإنجليزية)
- تريسي سبنسر على موقع ديسكوغز (الإنجليزية)
- تريسي سبنسر في قاعدة بيانات الأفلام على الإنترنت